# Llista de topònims de la Pobla de Claramunt
Llista de topònims (noms propis de lloc) del municipi de la Pobla de Claramunt, a l'Anoia
Informació actualitzada per un bot. Els canvis manuals es perdran quan s'actualitzi!

## casa
| imatge | Nom                                        | Ubicat a              | instància de | Detalls                                                                      | coordenades | Protecció                                  | Commons (més fotos)                                         | Dades a WD                    |
| ------ | ------------------------------------------ | --------------------- | ------------ | ---------------------------------------------------------------------------- | --- | ------------------------------------------ | ----------------------------------------------------------- | ----------------------------- |
|        | Ca l'Antonet                               | la Pobla de Claramunt | casa         | Estil: arquitectura modernista noucentisme 20th century                      | 41° 33′ 11″ N, 1° 40′ 45″ E / 41.552925°N,1.679272°E 41° 33′ 11″ N, 1° 40′ 45″ E / 41.552995°N,1.679272°E ca:Carrer Soldevila, 28 / Pas Blau | bé integrant del patrimoni cultural català |                                                             | Modifica les dades a Wikidata |
|        | Cal Coca                                   | la Pobla de Claramunt | casa         | Estil: arquitectura popular                                                  | 41° 33′ 14″ N, 1° 40′ 30″ E / 41.553994°N,1.674974°E ca:Carrer Major, 24-26 / Anselm Clavé, 4                                                | bé cultural d'interès local                | Cal Coca (la Pobla de Claramunt)                            | Modifica les dades a Wikidata |
|        | Cal Fuster de les Figueres                 | la Pobla de Claramunt | casa         | Estil: noucentisme 18th century                                              | 41° 33′ 03″ N, 1° 40′ 35″ E / 41.55088°N,1.676445°E ca:Carrer de l'Art, 6                                                                    | bé cultural d'interès local                | Cal Fuster de les Figueres (la Pobla de Claramunt)          | Modifica les dades a Wikidata |
|        | Cal Pa-sol                                 | la Pobla de Claramunt | casa         | Estil: arquitectura popular                                                  | 41° 33′ 11″ N, 1° 40′ 26″ E / 41.553153°N,1.673852°E                                                                                         | bé integrant del patrimoni cultural català |                                                             | Modifica les dades a Wikidata |
|        | Casa a l'avinguda Pompeu Fabra, 24         | la Pobla de Claramunt | casa         | Estil: arquitectura modernista noucentisme                                   | 41° 33′ 02″ N, 1° 40′ 30″ E / 41.550559°N,1.675057°E ca:Avinguda Pompeu Fabra, 24                                                            | bé integrant del patrimoni cultural català | Casa a l'Avinguda Pompeu Fabra 24 (La Pobla de Claramunt)   | Modifica les dades a Wikidata |
|        | Casa de l'avinguda Catalunya, 23           | la Pobla de Claramunt | casa         | Estil: noucentisme                                                           | 41° 33′ 19″ N, 1° 40′ 28″ E / 41.555324°N,1.674559°E                                                                                         | bé integrant del patrimoni cultural català | Façana al carrer Major (la Pobla de Claramunt)              | Modifica les dades a Wikidata |
|        | Casa principal de la Colònia Vallès        | la Pobla de Claramunt | casa         | Estil: arquitectura popular                                                  | 41° 33′ 28″ N, 1° 40′ 25″ E / 41.557647°N,1.673496°E                                                                                         | bé integrant del patrimoni cultural català | Edifici principal de la Colònia Vallès                      | Modifica les dades a Wikidata |
|        | Façana al carrer de les Tres Fonts, 14     | la Pobla de Claramunt | casa         | Estil: arquitectura popular arquitectura gòtica arquitectura del Renaixement | 41° 33′ 15″ N, 1° 40′ 29″ E / 41.554202°N,1.674628°E                                                                                         | bé integrant del patrimoni cultural català | Casa al carrer de les Tres Fonts 14 (La Pobla de Claramunt) | Modifica les dades a Wikidata |
|        | cal Jeroni                                 | la Pobla de Claramunt | casa         | Estil: arquitectura popular 17th century                                     | 41° 33′ 05″ N, 1° 40′ 34″ E / 41.551443°N,1.676128°E ca:Barri de les Figueres 260 msnm                                                       | bé integrant del patrimoni cultural català | El Corc (la Pobla de Claramunt)                             | Modifica les dades a Wikidata |
|        | casa Biosca                                | la Pobla de Claramunt | casa masia   | Estil: arquitectura popular                                                  | 41° 33′ 17″ N, 1° 40′ 59″ E / 41.554771°N,1.683176°E                                                                                         | bé integrant del patrimoni cultural català | Casa Biosca                                                 | Modifica les dades a Wikidata |
|        | casa a la carretera de la Pobla a Igualada | la Pobla de Claramunt | casa         | Estil: arquitectura popular                                                  | 41° 33′ 54″ N, 1° 39′ 42″ E / 41.565014°N,1.661534°E                                                                                         | bé integrant del patrimoni cultural català | Can Pa-i-nous (La Pobla de Claramunt)                       | Modifica les dades a Wikidata |
|        | casa a la plaça de l'Àngel, 1              | la Pobla de Claramunt | casa         | Estil: noucentisme 1910s                                                     | 41° 33′ 04″ N, 1° 40′ 34″ E / 41.550978°N,1.676128°E ca:Plaça de l'Àngel, 1                                                                  | bé integrant del patrimoni cultural català | Casa a la plaça de l'Àngel 1 (La Pobla de Claramunt)        | Modifica les dades a Wikidata |
|        | la Torre del Tio Nelo                      | la Pobla de Claramunt | casa         |                                                                              | 41° 32′ 54″ N, 1° 40′ 46″ E / 41.548334°N,1.679404°E                                                                                         | bé integrant del patrimoni cultural català |                                                             | Modifica les dades a Wikidata |

## curs d'aigua
| imatge | Nom            | Ubicat a                         | instància de | Detalls                                        | coordenades                                              | Protecció | Commons (més fotos) | Dades a WD                    |
| ------ | -------------- | -------------------------------- | ------------ | ---------------------------------------------- | -------------------------------------------------------- | --------- | ------------------- | ----------------------------- |
|        | Anoia          | Anoia Baix Llobregat Alt Penedès | curs d'aigua | Desemboca: Llobregat Llarg: 64km Conca: 929km² | 41° 28′ 43″ N, 1° 56′ 06″ E / 41.4785217°N,1.9351196°E   |           | Anoia River         | Modifica les dades a Wikidata |
|        | riera de Carme | Orpí Carme la Pobla de Claramunt | curs d'aigua | Desemboca: Anoia                               | 41° 32′ 59″ N, 1° 40′ 33″ E / 41.549683333333°N,1.6758°E |           | Riera de Carme      | Modifica les dades a Wikidata |

## edifici
| imatge | Nom                    | Ubicat a              | instància de | Detalls                                               | coordenades                                                                                 | Protecció                                  | Commons (més fotos)                            | Dades a WD                    |
| ------ | ---------------------- | --------------------- | ------------ | ----------------------------------------------------- | ------------------------------------------------------------------------------------------- | ------------------------------------------ | ---------------------------------------------- | ----------------------------- |
|        | Antic escorxador       | la Pobla de Claramunt | edifici      | Estil: noucentisme Estat: enderrocat o destruït       | 41° 33′ 13″ N, 1° 40′ 29″ E / 41.553576°N,1.674857°E                                        | bé integrant del patrimoni cultural català | Antic escorxador (la Pobla de Claramunt)       | Modifica les dades a Wikidata |
|        | Antiga Casa de la Vila | la Pobla de Claramunt | edifici      |                                                       | 41° 33′ 15″ N, 1° 40′ 29″ E / 41.554248°N,1.674857°E ca:Plaça de la Vila, s/n               | bé cultural d'interès local                | Antiga Casa de la Vila (La Pobla de Claramunt) | Modifica les dades a Wikidata |
|        | Cal Tort               | la Pobla de Claramunt | edifici      | Estil: arquitectura popular                           | 41° 32′ 28″ N, 1° 39′ 35″ E / 41.54108°N,1.659694°E                                         | bé integrant del patrimoni cultural català |                                                | Modifica les dades a Wikidata |
|        | Casino Recreatiu       | la Pobla de Claramunt | edifici      | Estil: noucentisme 1928                               | 41° 33′ 25″ N, 1° 40′ 24″ E / 41.556864°N,1.67339°E ca:Carrer de Sant Procopi               | bé integrant del patrimoni cultural català | Antic Casino Recreatiu (La Pobla de Claramunt) | Modifica les dades a Wikidata |
|        | Estació de ferrocarril | la Pobla de Claramunt | edifici      | Estil: modernisme català Estat: enderrocat o destruït |                                                                                             | bé integrant del patrimoni cultural català |                                                | Modifica les dades a Wikidata |
|        | Façana Fàbrica A.A.    | la Pobla de Claramunt | edifici      | Estil: arquitectura popular                           |                                                                                             | bé integrant del patrimoni cultural català |                                                | Modifica les dades a Wikidata |
|        | el Corral de la Farga  | la Pobla de Claramunt | edifici      | Estil: arquitectura popular 1731                      | 41° 32′ 46″ N, 1° 40′ 26″ E / 41.546006°N,1.673793°E ca:Avinguda del Corral de la Farga s/n | bé integrant del patrimoni cultural català |                                                | Modifica les dades a Wikidata |

## entitat singular de població
| imatge | Nom                             | Ubicat a              | instància de                                    | Detalls | coordenades                                                                  | Protecció | Commons (més fotos) | Dades a WD                    |
| ------ | ------------------------------- | --------------------- | ----------------------------------------------- | ------- | ---------------------------------------------------------------------------- | --------- | ------------------- | ----------------------------- |
|        | Barri de l'Estació              | la Pobla de Claramunt | entitat singular de població                    | 824 hab | 41° 33′ 18″ N, 1° 40′ 47″ E / 41.554884868244°N,1.6798412957118°E 283 msnm   |           |                     | Modifica les dades a Wikidata |
|        | Plans d'Arau                    | la Pobla de Claramunt | entitat singular de població polígon industrial | 2 hab   | 41° 34′ 00″ N, 1° 40′ 01″ E / 41.56677256°N,1.666934536°E 303 msnm           |           |                     | Modifica les dades a Wikidata |
|        | el Xaró (la Pobla de Claramunt) | la Pobla de Claramunt | entitat singular de població                    | 250 hab | 41° 32′ 35″ N, 1° 40′ 18″ E / 41.543081878174°N,1.6716892527168°E 357 msnm   |           |                     | Modifica les dades a Wikidata |
|        | els Masets                      | la Pobla de Claramunt | entitat singular de població                    | 1 hab   | 41° 33′ 27″ N, 1° 40′ 56″ E / 41.55761384227°N,1.6821840568785°E 352 msnm    |           |                     | Modifica les dades a Wikidata |
|        | la Pobla de Claramunt           | la Pobla de Claramunt | entitat singular de població capital municipal  | 944 hab | 41° 33′ 15″ N, 1° 40′ 38″ E / 41.554166666667°N,1.6772222222222°E 263 msnm   |           |                     | Modifica les dades a Wikidata |
|        | la Rata                         | la Pobla de Claramunt | entitat singular de població                    | 49 hab  | 41° 32′ 37″ N, 1° 41′ 13″ E / 41.5435001499132°N,1.68688522305968°E 270 msnm |           |                     | Modifica les dades a Wikidata |
|        | les Garrigues                   | la Pobla de Claramunt | entitat singular de població                    | 286 hab | 41° 32′ 37″ N, 1° 38′ 26″ E / 41.543618094115°N,1.6405070876602°E 328 msnm   |           |                     | Modifica les dades a Wikidata |

## església
| imatge | Nom                               | Ubicat a              | instància de     | Detalls                                                 | coordenades                                                         | Protecció                                  | Commons (més fotos)                                       | Dades a WD                    |
| ------ | --------------------------------- | --------------------- | ---------------- | ------------------------------------------------------- | ------------------------------------------------------------------- | ------------------------------------------ | --------------------------------------------------------- | ----------------------------- |
|        | Sant Andreu                       | la Pobla de Claramunt | església         | Estil: art romànic Llarg: 12.5m Ample: 5.5m             | 41° 33′ 02″ N, 1° 40′ 22″ E / 41.5506°N,1.67267°E 340 msnm          |                                            |                                                           | Modifica les dades a Wikidata |
|        | Sant Procopi                      | la Pobla de Claramunt | església capella |                                                         | 41° 33′ 41″ N, 1° 40′ 34″ E / 41.5613625259796°N,1.67600634872351°E |                                            |                                                           | Modifica les dades a Wikidata |
|        | Santa Maria                       | la Pobla de Claramunt | església         | Estil: arquitectura neoclàssica                         | 41° 33′ 17″ N, 1° 40′ 30″ E / 41.554634°N,1.675024°E                | bé integrant del patrimoni cultural català | Santa Maria de la Pobla de Claramunt                      | Modifica les dades a Wikidata |
|        | capella de la Santíssima Trinitat | la Pobla de Claramunt | església         | Estil: arquitectura gòtica Estat: enderrocat o destruït | 41° 33′ 17″ N, 1° 40′ 29″ E / 41.5547°N,1.674811°E ca:Carrer Major  | bé integrant del patrimoni cultural català | Capella de la Santíssima Trinitat (La Pobla de Claramunt) | Modifica les dades a Wikidata |

## masia
| imatge | Nom                      | Ubicat a              | instància de | Detalls                                              | coordenades                                                                                     | Protecció                                  | Commons (més fotos)              | Dades a WD                    |
| ------ | ------------------------ | --------------------- | ------------ | ---------------------------------------------------- | ----------------------------------------------------------------------------------------------- | ------------------------------------------ | -------------------------------- | ----------------------------- |
|        | Barraca d'en Pere Valls  | la Pobla de Claramunt | masia        |                                                      | 41° 33′ 49″ N, 1° 42′ 30″ E / 41.563559471636°N,1.70840186675083°E                              |                                            |                                  | Modifica les dades a Wikidata |
|        | Ca l'Avellana            | la Pobla de Claramunt | masia        |                                                      | 41° 33′ 05″ N, 1° 41′ 15″ E / 41.5514079458449°N,1.68763645803751°E                             |                                            |                                  | Modifica les dades a Wikidata |
|        | Ca l'Eloi                | la Pobla de Claramunt | masia        |                                                      | 41° 34′ 24″ N, 1° 39′ 53″ E / 41.5733097013649°N,1.66465543286614°E                             |                                            |                                  | Modifica les dades a Wikidata |
|        | Cal Borull               | la Pobla de Claramunt | masia        |                                                      | 41° 33′ 17″ N, 1° 40′ 44″ E / 41.5546397007737°N,1.67882957538328°E                             |                                            |                                  | Modifica les dades a Wikidata |
|        | Cal Sense-orella         | la Pobla de Claramunt | masia        |                                                      | 41° 33′ 34″ N, 1° 40′ 22″ E / 41.5595073101973°N,1.67290232160764°E                             |                                            |                                  | Modifica les dades a Wikidata |
|        | Cal Silvestre            | la Pobla de Claramunt | masia        |                                                      | 41° 33′ 27″ N, 1° 40′ 20″ E / 41.5575733320587°N,1.67234231074411°E                             |                                            |                                  | Modifica les dades a Wikidata |
|        | Cal Ti                   | la Pobla de Claramunt | masia        |                                                      | 41° 32′ 57″ N, 1° 41′ 20″ E / 41.5491445852986°N,1.68898915819829°E                             |                                            |                                  | Modifica les dades a Wikidata |
|        | Can Cristòfol            | la Pobla de Claramunt | masia        |                                                      | 41° 33′ 15″ N, 1° 40′ 44″ E / 41.5542253344329°N,1.67882602355902°E                             |                                            |                                  | Modifica les dades a Wikidata |
|        | Can Jan Ramonet          | la Pobla de Claramunt | masia        |                                                      | 41° 33′ 44″ N, 1° 40′ 06″ E / 41.5622298128221°N,1.66843337649093°E                             |                                            |                                  | Modifica les dades a Wikidata |
|        | Can Martorell            | la Pobla de Claramunt | masia        | Estil: arquitectura popular 1715                     | 41° 33′ 28″ N, 1° 41′ 06″ E / 41.5577008241618°N,1.68500288556097°E ca:Camí dels Masets, PK 0'4 |                                            |                                  | Modifica les dades a Wikidata |
|        | Can Pujol                | la Pobla de Claramunt | masia        |                                                      | 41° 33′ 08″ N, 1° 40′ 26″ E / 41.5522591443247°N,1.67390193916325°E                             |                                            |                                  | Modifica les dades a Wikidata |
|        | Can Solà                 | la Pobla de Claramunt | masia        | Estil: arquitectura popular 1573                     | 41° 32′ 59″ N, 1° 40′ 38″ E / 41.549802°N,1.677095°E ca:Carrer Solà, 1-2                        | bé integrant del patrimoni cultural català | Can Solà (la Pobla de Claramunt) | Modifica les dades a Wikidata |
|        | Can Soterons             | la Pobla de Claramunt | masia        |                                                      | 41° 35′ 03″ N, 1° 40′ 49″ E / 41.584181885221°N,1.6803148481308°E                               |                                            |                                  | Modifica les dades a Wikidata |
|        | Masia de Cal Galant      | la Pobla de Claramunt | masia        |                                                      | 41° 33′ 25″ N, 1° 40′ 47″ E / 41.556972°N,1.679784°E                                            | bé cultural d'interès local                |                                  | Modifica les dades a Wikidata |
|        | Torre Manantial del Xaró | la Pobla de Claramunt | masia        |                                                      | 41° 32′ 49″ N, 1° 40′ 40″ E / 41.5468464506097°N,1.67786124018932°E                             |                                            |                                  | Modifica les dades a Wikidata |
|        | Torre de Cal Font        | la Pobla de Claramunt | masia        | Arquitecte: Josep Ros i Ros Estil: noucentisme 1920s | 41° 32′ 53″ N, 1° 41′ 09″ E / 41.548178°N,1.685933°E ca:Polígon Industrial de la Rata           | bé integrant del patrimoni cultural català |                                  | Modifica les dades a Wikidata |
|        | el Barracot              | la Pobla de Claramunt | masia        | Estil: arquitectura popular                          | 41° 34′ 15″ N, 1° 42′ 02″ E / 41.5708758168532°N,1.70063986422794°E ca:Els Masets               |                                            |                                  | Modifica les dades a Wikidata |
|        | la Teuleria              | la Pobla de Claramunt | masia        |                                                      | 41° 32′ 57″ N, 1° 41′ 27″ E / 41.5490950816012°N,1.69096851956599°E                             |                                            |                                  | Modifica les dades a Wikidata |

## molí d'aigua
| imatge | Nom                        | Ubicat a              | instància de                  | Detalls                                  | coordenades                                                                                      | Protecció                                  | Commons (més fotos)        | Dades a WD                    |
| ------ | -------------------------- | --------------------- | ----------------------------- | ---------------------------------------- | ------------------------------------------------------------------------------------------------ | ------------------------------------------ | -------------------------- | ----------------------------- |
|        | Molí d'en Rigat            | la Pobla de Claramunt | molí d'aigua                  | Estil: arquitectura popular              |                                                                                                  | bé integrant del patrimoni cultural català |                            | Modifica les dades a Wikidata |
|        | Molí de Ca l'Almiralló     | la Pobla de Claramunt | molí d'aigua                  | Estil: arquitectura popular 18th century | 41° 32′ 56″ N, 1° 40′ 23″ E / 41.548967°N,1.672974°E ca:Al costa de la riera de Carme            | bé integrant del patrimoni cultural català | Molí de Ca l'Almiralló     | Modifica les dades a Wikidata |
|        | Molí de Cal Coca           | la Pobla de Claramunt | molí d'aigua                  |                                          | 41° 33′ 02″ N, 1° 40′ 37″ E / 41.5506291330623°N,1.67705274580661°E                              |                                            |                            | Modifica les dades a Wikidata |
|        | Molí de Dalt de Can Coca   | la Pobla de Claramunt | molí d'aigua                  | Estil: arquitectura popular              | 41° 33′ 03″ N, 1° 40′ 35″ E / 41.550836°N,1.676288°E                                             | bé integrant del patrimoni cultural català | Molí de Dalt de Can Coca   | Modifica les dades a Wikidata |
|        | Molí paperer de Cal Guarro | la Pobla de Claramunt | molí d'aigua fàbrica de paper | Estil: arquitectura popular              |                                                                                                  |                                            | Molí paperer de Cal Guarro | Modifica les dades a Wikidata |
|        | molí de Cal Font           | la Pobla de Claramunt | molí d'aigua                  | Estil: arquitectura popular              | 41° 32′ 54″ N, 1° 41′ 10″ E / 41.5484°N,1.6861°E                                                 | bé integrant del patrimoni cultural català |                            | Modifica les dades a Wikidata |
|        | molí de la Boixera         | la Pobla de Claramunt | molí d'aigua                  | Estil: arquitectura popular 1753         | 41° 33′ 46″ N, 1° 40′ 15″ E / 41.562857°N,1.670794°E ca:Carretera d'Igualada, pont de la Boixera | bé integrant del patrimoni cultural català | Molí de la Boixera         | Modifica les dades a Wikidata |

## muntanya
| imatge | Nom                  | Ubicat a                               | instància de | Detalls | coordenades                                                         | Protecció | Commons (més fotos)                | Dades a WD                    |
| ------ | -------------------- | -------------------------------------- | ------------ | ------- | ------------------------------------------------------------------- | --------- | ---------------------------------- | ----------------------------- |
|        | Roca Cagalera        | la Pobla de Claramunt                  | muntanya     |         | 41° 33′ 55″ N, 1° 40′ 54″ E / 41.56531389°N,1.68177778°E 383.6 msnm |           |                                    | Modifica les dades a Wikidata |
|        | Turó de Dalt la Maça | Castellolí la Pobla de Claramunt       | muntanya     |         | 41° 34′ 32″ N, 1° 41′ 12″ E / 41.5756°N,1.68667°E 552.1 msnm        |           |                                    | Modifica les dades a Wikidata |
|        | Turó de l'Avellana   | la Pobla de Claramunt Piera Castellolí | muntanya     |         | 41° 33′ 56″ N, 1° 43′ 02″ E / 41.56560833°N,1.71711806°E 717 msnm   |           | Turó de l'Avellana                 | Modifica les dades a Wikidata |
|        | l'Astor              | la Pobla de Claramunt                  | muntanya     |         | 41° 33′ 02″ N, 1° 42′ 03″ E / 41.55067889°N,1.70091972°E 428.6 msnm |           |                                    | Modifica les dades a Wikidata |
|        | la Macarulla         | la Pobla de Claramunt                  | muntanya     |         | 41° 33′ 49″ N, 1° 42′ 24″ E / 41.56348056°N,1.70671111°E 565.3 msnm |           |                                    | Modifica les dades a Wikidata |
|        | les Planes           | la Pobla de Claramunt                  | muntanya     |         | 41° 34′ 14″ N, 1° 40′ 50″ E / 41.57048333°N,1.68059722°E 547.8 msnm |           | Les Planes (la Pobla de Claramunt) | Modifica les dades a Wikidata |

## nucli de població
| imatge | Nom          | Ubicat a                                 | instància de                                           | Detalls | coordenades | Protecció | Commons (més fotos) | Dades a WD                    |
| ------ | ------------ | ---------------------------------------- | ------------------------------------------------------ | ------- | --- | --------- | ------------------- | ----------------------------- |
|        | Can Galan    | la Pobla de Claramunt Barri de l'Estació | nucli de població nucli d'entitat singular de població | 724 hab | 41° 33′ 21″ N, 1° 40′ 52″ E / 41.555799116663°N,1.681021807312°E 307 msnm                                      |           |                     | Modifica les dades a Wikidata |
|        | Can Solà     | la Pobla de Claramunt                    | nucli de població                                      |         | 41° 32′ 55″ N, 1° 40′ 39″ E / 41.548553894731°N,1.6775721521858°E                                              |           |                     | Modifica les dades a Wikidata |
|        | Sant Andreu  | la Pobla de Claramunt                    | nucli de població                                      |         | 41° 32′ 51″ N, 1° 40′ 18″ E / 41.547584313092°N,1.6715970823133°E                                              |           |                     | Modifica les dades a Wikidata |
|        | Sant Procopi | la Pobla de Claramunt                    | nucli de població                                      |         | 41° 33′ 27″ N, 1° 39′ 51″ E / 41.5574063043365°N,1.66420105584311°E                                            |           |                     | Modifica les dades a Wikidata |
|        | els Vivencs  | la Pobla de Claramunt Barri de l'Estació | nucli de població nucli d'entitat singular de població | 100 hab | 41° 33′ 18″ N, 1° 41′ 01″ E / 41.55491111°N,1.68371944°E ca:Av. Gumersind Bisbal (barri dels Vivencs) 281 msnm |           | Els Vivencs         | Modifica les dades a Wikidata |

## pont
| imatge | Nom                       | Ubicat a              | instància de | Detalls                                                                         | coordenades                                                                                          | Protecció                                  | Commons (més fotos)                               | Dades a WD                    |
| ------ | ------------------------- | --------------------- | ------------ | ------------------------------------------------------------------------------- | --- | ------------------------------------------ | ------------------------------------------------- | ----------------------------- |
|        | Pont d Vinçó              | la Pobla de Claramunt | pont         | Estil: arquitectura popular 19th century                                        | 41° 32′ 43″ N, 1° 39′ 55″ E / 41.54529°N,1.6652°E ca:Indret de Vinçó 266 msnm                        |                                            |                                                   | Modifica les dades a Wikidata |
|        | Pont de Cal Ti            | la Pobla de Claramunt | pont         | 1890 Estat: bon estat                                                           | 41° 33′ 03″ N, 1° 41′ 20″ E / 41.55074°N,1.68875°E ca:Cal Ti 269 msnm                                |                                            |                                                   | Modifica les dades a Wikidata |
|        | Pont de Claramunt         | la Pobla de Claramunt | pont         | Estil: arquitectura popular 1883 Travessa: Anoia                                | 41° 33′ 46″ N, 1° 40′ 17″ E / 41.562738°N,1.671343°E 268 msnm                                        | bé integrant del patrimoni cultural català | Pont de la Boixera                                | Modifica les dades a Wikidata |
|        | Pont de Rigat             | la Pobla de Claramunt | pont         | 1883 Estat: bon estat                                                           | 41° 33′ 53″ N, 1° 39′ 38″ E / 41.56483°N,1.66046°E ca:Nucli de Rigat; Barri de Ca l'Isidret 272 msnm |                                            |                                                   | Modifica les dades a Wikidata |
|        | Pont de la Pobla          | la Pobla de Claramunt | pont         | 1930 Estat: bon estat                                                           | 41° 33′ 11″ N, 1° 40′ 36″ E / 41.55308°N,1.67673°E ca:Carretera de l'Estació, s/n 257 msnm           |                                            |                                                   | Modifica les dades a Wikidata |
|        | Pont de la riera de Carme | la Pobla de Claramunt | pont         | Estil: arquitectura popular 1940 1882 Travessa: riera de Carme Estat: bon estat | 41° 32′ 54″ N, 1° 40′ 12″ E / 41.548346°N,1.669988°E ca:PK 5'95 de la carretera C-244 262 msnm       | bé integrant del patrimoni cultural català | Pont de la riera de Carme (La Pobla de Claramunt) | Modifica les dades a Wikidata |
|        | Pont dels Plans d'Arau    | la Pobla de Claramunt | pont         | 1890 Estat: bon estat                                                           | 41° 33′ 53″ N, 1° 40′ 21″ E / 41.56463°N,1.67246°E ca:Els Plans d'Arau 282 msnm                      |                                            |                                                   | Modifica les dades a Wikidata |
|        | Pont dels Vivencs         | la Pobla de Claramunt | pont         | 1890 Estat: bon estat                                                           | 41° 33′ 20″ N, 1° 41′ 08″ E / 41.55552°N,1.68554°E ca:Mas dels Vivencs 263 msnm                      |                                            |                                                   | Modifica les dades a Wikidata |
|        | el Pas Blau               | la Pobla de Claramunt | pont         | 1994 Travessa: Anoia                                                            | 41° 33′ 03″ N, 1° 40′ 51″ E / 41.5509418451096°N,1.68075140344719°E                                  |                                            |                                                   | Modifica les dades a Wikidata |

## serra
| imatge | Nom                 | Ubicat a                         | instància de | Detalls | coordenades                                                         | Protecció | Commons (més fotos) | Dades a WD                    |
| ------ | ------------------- | -------------------------------- | ------------ | ------- | ------------------------------------------------------------------- | --------- | ------------------- | ----------------------------- |
|        | l'Empedrat          | Castellolí la Pobla de Claramunt | serra        |         | 41° 34′ 47″ N, 1° 40′ 50″ E / 41.57979167°N,1.68054167°E 552.1 msnm |           |                     | Modifica les dades a Wikidata |
|        | serra de la Ninota  | la Pobla de Claramunt            | serra        |         | 41° 32′ 57″ N, 1° 39′ 47″ E / 41.54915833°N,1.66302222°E 410 msnm   |           | Serra de la Ninota  | Modifica les dades a Wikidata |
|        | serra de la Tardana | Piera la Pobla de Claramunt      | serra        |         | 41° 33′ 43″ N, 1° 43′ 17″ E / 41.562°N,1.72139°E 706 msnm           |           | Serra de la Tardana | Modifica les dades a Wikidata |

## vèrtex geodèsic
| imatge | Nom        | Ubicat a              | instància de    | Detalls   | coordenades                                                       | Protecció | Commons (més fotos) | Dades a WD                    |
| ------ | ---------- | --------------------- | --------------- | --------- | ----------------------------------------------------------------- | --------- | ------------------- | ----------------------------- |
|        | Claramunt  | la Pobla de Claramunt | vèrtex geodèsic |           | 41° 33′ 18″ N, 1° 40′ 10″ E / 41.554911°N,1.66943°E 460.36 msnm   |           |                     | Modifica les dades a Wikidata |
|        | l'Avellana | la Pobla de Claramunt | vèrtex geodèsic | Alt: 1.2m | 41° 33′ 56″ N, 1° 43′ 02″ E / 41.565624°N,1.717116°E 705.729 msnm |           |                     | Modifica les dades a Wikidata |

## Misc
| imatge | Nom                                        | Ubicat a              | instància de           | Detalls                                   | coordenades                                                                                      | Protecció                                            | Commons (més fotos)                             | Dades a WD                    |
| ------ | ------------------------------------------ | --------------------- | ---------------------- | ----------------------------------------- | ------------------------------------------------------------------------------------------------ | ---------------------------------------------------- | ----------------------------------------------- | ----------------------------- |
|        | Antigues teieres d'enllumenat públic       | la Pobla de Claramunt | element arquitectònic  |                                           | 41° 33′ 15″ N, 1° 40′ 29″ E / 41.554234°N,1.674774°E                                             | bé cultural d'interès local                          | Antigues teieres d'enllumenat públic            | Modifica les dades a Wikidata |
|        | Aqüeducte de la Riera de Carme             | la Pobla de Claramunt | aqüeducte pont         | Estil: arquitectura popular Estat: malmès | 41° 32′ 43″ N, 1° 39′ 55″ E / 41.54525°N,1.6652°E ca:Riera de Carme 267 msnm                     |                                                      |                                                 | Modifica les dades a Wikidata |
|        | Castell de Claramunt                       | la Pobla de Claramunt | castell                | Estil: art romànic                        | 41° 33′ 18″ N, 1° 40′ 10″ E / 41.555°N,1.6694°E ca:Camí del Castell 453 msnm                     | bé d'interès cultural bé cultural d'interès nacional | Castell de la Pobla de Claramunt                | Modifica les dades a Wikidata |
|        | Estació de la Pobla de Claramunt           | la Pobla de Claramunt | estació de ferrocarril | 1893                                      | 41° 33′ 16″ N, 1° 40′ 40″ E / 41.554566666667°N,1.6778472222222°E                                |                                                      | La Pobla de Claramunt station                   | Modifica les dades a Wikidata |
|        | Forn d'en Monner                           | la Pobla de Claramunt | forn de calç           |                                           | 41° 34′ 01″ N, 1° 41′ 46″ E / 41.5670681843434°N,1.69607472440713°E                              |                                                      |                                                 | Modifica les dades a Wikidata |
|        | Polígon industrial La Rata                 | la Pobla de Claramunt | polígon industrial     |                                           | 41° 33′ 03″ N, 1° 41′ 04″ E / 41.5509559013513°N,1.68433624925618°E                              |                                                      |                                                 | Modifica les dades a Wikidata |
|        | Portals al carrer Major                    | la Pobla de Claramunt | portal                 |                                           | 41° 33′ 15″ N, 1° 40′ 30″ E / 41.55403°N,1.674921°E                                              | bé integrant del patrimoni cultural català           | Portals al carrer Major (la Pobla de Claramunt) | Modifica les dades a Wikidata |
|        | Rectoria                                   | la Pobla de Claramunt | rectoria               | Estil: arquitectura popular               | 41° 33′ 17″ N, 1° 40′ 29″ E / 41.554609°N,1.674696°E ca:Carrer de les Tres Fonts, 1              | bé integrant del patrimoni cultural català           | Rectoria (La Pobla de Claramunt)                | Modifica les dades a Wikidata |
|        | Sant Procopi                               | la Pobla de Claramunt | creu monumental        |                                           | 41° 33′ 30″ N, 1° 40′ 22″ E / 41.558235260818°N,1.67272448924859°E                               |                                                      |                                                 | Modifica les dades a Wikidata |
|        | barraca de vinya                           | la Pobla de Claramunt | barraca de vinya       | Estil: arquitectura popular               | 41° 33′ 16″ N, 1° 40′ 21″ E / 41.554511°N,1.672393°E                                             | bé integrant del patrimoni cultural català           |                                                 | Modifica les dades a Wikidata |
|        | capella caminera de Sant Procopi           | la Pobla de Claramunt | oratori                | Estil: arquitectura popular               | 41° 33′ 42″ N, 1° 40′ 28″ E / 41.561737°N,1.674561°E                                             | bé integrant del patrimoni cultural català           | Capella caminera de Sant Procopi                | Modifica les dades a Wikidata |
|        | casa consistorial de la Pobla de Claramunt | la Pobla de Claramunt | casa consistorial      |                                           | 41° 33′ 18″ N, 1° 40′ 31″ E / 41.5549672°N,1.6753698°E                                           |                                                      |                                                 | Modifica les dades a Wikidata |
|        | cementiri de la Pobla de Claramunt         | la Pobla de Claramunt | cementiri              | Estil: historicisme arquitectònic 1885    | 41° 33′ 53″ N, 1° 40′ 12″ E / 41.564794°N,1.670049°E ca:Polígon Industrial els Plans d'Arau, s/n | bé cultural d'interès local                          | Cementiri de la Pobla de Claramunt              | Modifica les dades a Wikidata |
|        | font del Sant Crist i de Santa Maria       | la Pobla de Claramunt | font                   |                                           | 41° 33′ 03″ N, 1° 40′ 35″ E / 41.550888°N,1.676466°E                                             |                                                      | Font del Sant Crist i de Santa Maria            | Modifica les dades a Wikidata |
|        | la Creu dels Divuit                        | la Pobla de Claramunt | creu de terme          | 1940                                      | 41° 33′ 51″ N, 1° 40′ 13″ E / 41.564195°N,1.670141°E ca:Al costat del cementiri                  | bé integrant del patrimoni cultural català           | La creu dels divuit (La Pobla de Claramunt)     | Modifica les dades a Wikidata |
|        | plaça de l'Àngel                           | la Pobla de Claramunt | plaça                  |                                           | 41° 33′ 04″ N, 1° 40′ 34″ E / 41.550978°N,1.676128°E                                             |                                                      | Plaça de l'Àngel (la Pobla de Claramunt)        | Modifica les dades a Wikidata |
|        | safareig públic                            | la Pobla de Claramunt | safareig               | Estil: arquitectura popular 18th century  | 41° 33′ 13″ N, 1° 40′ 30″ E / 41.553647°N,1.674882°E ca:Al final del carrer Major 263 msnm       | bé cultural d'interès local                          | Safareig públic (la Pobla de Claramunt)         | Modifica les dades a Wikidata |